# Big bang (devalvering)
Big bang skedde i oktober 1982 då Sverige devalverade sin valuta (svensk krona) med 16 %. Sverige hade i samband med den internationella lågkonjunkturen under 1970-talet halkat efter många andra stater något, och ville komma ikapp. Termen Big Bang hämtades från astronomiska begreppet Big Bang. Namnet skulle föra tankarna till en nystart för den svenska ekonomin. Världsekonomin kom strax därefter att lyfta till en högkonjunktur som skulle räcka resten av decenniet, och sett i efterhand var devalveringen mer eller mindre verkningslös.